# A Magyar Érdemrend nagykeresztje (1922)
A Magyar Érdemrend nagykeresztje 1922. június 14-én lett alapítva.

## Leírása
A Magyar Érdemkereszt, majd Érdemrend a középpont felé összefutó szárú, fehérzománcos kereszt. Ennek közepén a kör alakú éremfelületen a babérkoszorú övezte piroszománc mezőben hármashalmon pihenő nyitott koronából arany apostoli kettőskereszt nő ki. Hátsó oldalán e jelmondat: "Si Deus pro nobis, quis contra nos" és magának a Magyar Érdemkeresztnek az alapítása éve 1922.
A Magyar Érdemrend nagykeresztje egy keskeny sötét smaragdzöld zománcszegélyű, aranyszélű fehérzománcos 56 mm átmérőjű kereszt. Egy 100 mm széles szalagon a jobb vállról a bal csípő felé viselendő. A szalag közepén végigfutó 88 mm széles sötétsmaragdzöld sávot jobbról balról 2 mm széles fehér színű csík választja el a szalag két szélén végigfutó 4 mm széles sötétpiros szegélycsíktól.
Az ún. hadiszalag színei ellentétesek az előbb leírtaktól. A középső mező élénkpiros színű, amíg a szegélycsíkok világoszöld színűek.
A Magyar Érdemrend nagykereszthez egy nyolc egyenlő sugarú, a bal mellre tűzendő ezüstös csillag jár, melynek átmérője 100 mm.
A csillag közepén a fent részletesen leírt babérkoszorú övezte piroszománc mezőben hármashalmon pihenő nyitott koronából arany apostoli kettőskereszt nő ki.
|  |  |  |  |